# Jacob Hacker

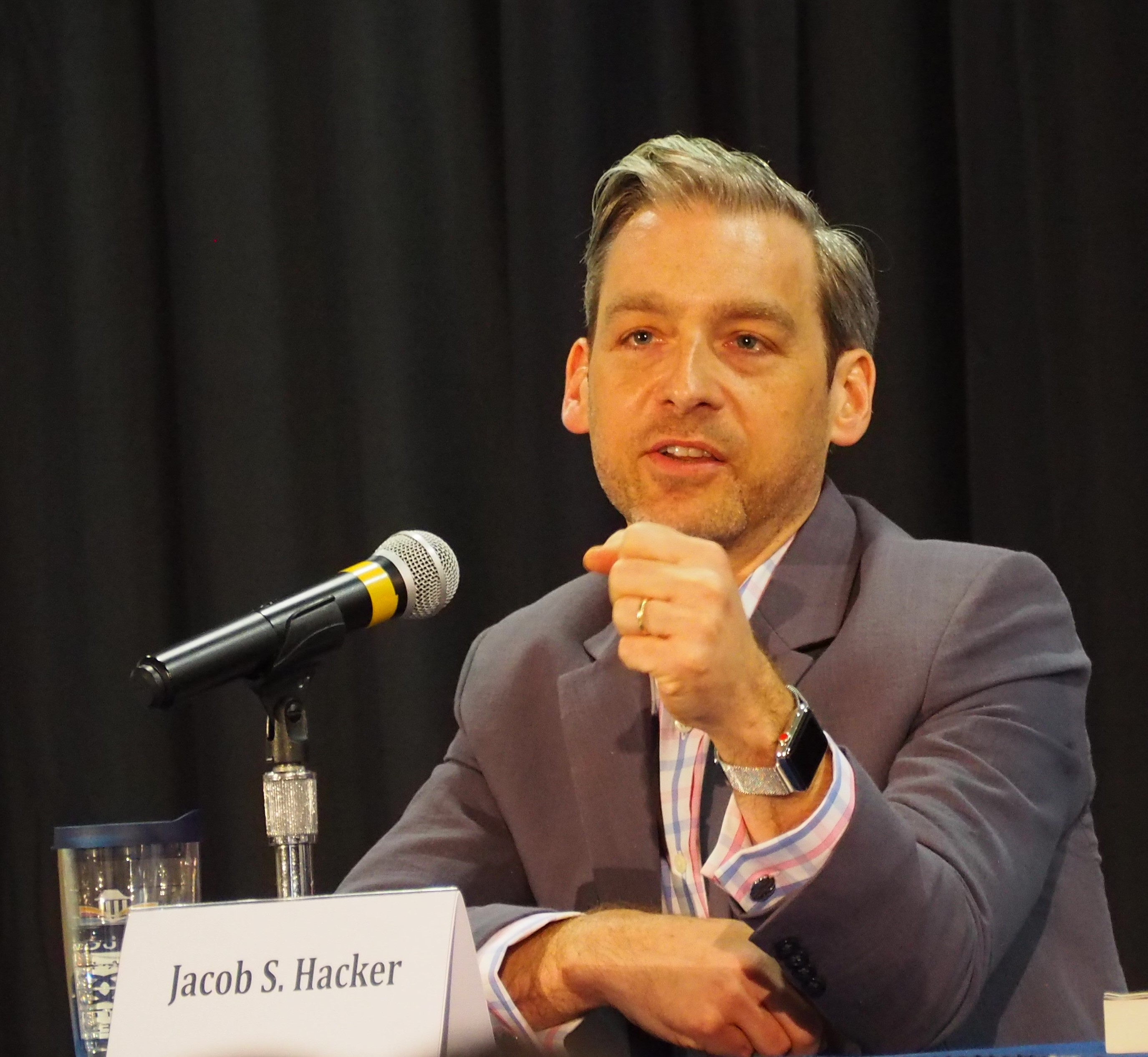
Jacob Hacker, 2018

Jacob Stewart Hacker (* 3. Januar 1971 in Eugene, Oregon) ist ein amerikanischer Professor für Politikwissenschaft an der Yale University. Er arbeitet über Sozialpolitik, Gesundheitspolitik und Soziale Ungleichheit. In seinem 2010 gemeinsam mit Paul Pierson veröffentlichten Buch Winner-Take-All Politics: How Washington Made the Rich Richer -- and Turned Its Back on the Middle Class vertritt er die Auffassung, dass seit den späten 1970er Jahren die amerikanische Mittelschicht und Arbeiterklasse ökonomisch immer weiter benachteiligt wurden, weil die amerikanische Regierung Politik für die Reichen und Super-Reichen gemacht habe.

## Leben
Jacob S. Hacker wuchs in Eugene, Oregon auf. Seinen B. A. in Social Studies machte er 1994 in Harvard, anschließend studierte er Politikwissenschaft mit einem Schwerpunkt auf Politik der USA. 2000 promovierte er in Yale. Seine Dissertation Boundary Wars. The Political Struggle over Public and Private Social Benefits in the United States war die Grundlage seiner Buchveröffentlichung The Divided Welfare State. Ab 2002 war er an der Yale University an verschiedenen Instituten, darunter das Department of Political Science, die Institution for Social and Policy Studies und das MacMillan Center, in Forschung und Lehre tätig. 2017 wurde Hacker in die American Academy of Arts and Sciences gewählt.
Von 2008 bis 2009 hatte er eine Gastprofessur für Politologie an der University of California, Berkeley inne, von 2018 bis 2019 machte er zwei Forschungssemester am Harvard Radcliffe Institute. Zu dem Zeitpunkt war er Stanley B. Resor Professor of Political Science und Leiter der Institution for Social and Policy Studies an der Yale University. 2020 erhielt er den Robert M. Ball Award for Outstanding Achievements in Social Insurance.

## Veröffentlichungen
- The Road to Nowhere: The Genesis of President Clinton’s Plan for Health Security, Princeton University Press 1997/1999, ISBN 978-0-691-00528-7
- The Divided Welfare State: The Battle over Public and Private Social Benefits in the United States, Cambridge University Press  2001/2002, ISBN 978-0-521-01328-4
- Off Center: The Republican Revolution and the Erosion of American Democracy, mit Paul Pierson, Yale University Press 2005, ISBN 978-0-300-10870-5
- The Great Risk Shift: The New Economic Insecurity and the Decline of the American Dream, Oxford University Press 2006/2008, ISBN 978-0-19-533534-7
- Winner-Take-All Politics: How Washington Made the Rich Richer--and Turned Its Back on the Middle Class, mit Paul Pierson, Simon & Schuster 2010, ISBN 978-1-4165-8869-6
- mit Paul Pierson: American Amnesia: How the War on Government Led Us to Forget What Made America Prosper. Simon & Schuster, 2016, ISBN 978-1-4516-6782-0.
- mit Paul Pearson: Let Them Eat Tweets: How the Right Rules in the Age of Extreme Inequality. Liveright, New York, 2020, ISBN 978-1-63149-684-4.